# Championnat d'Andorre de football 2013-2014
Navigation
Édition précédente Édition suivante
La saison 2013-2014 de Primera Divisió est la dix-neuvième édition du championnat andorran de football de première division. Lors de celle-ci, le FC Lusitanos tente de conserver son titre de champion face aux sept meilleurs clubs andorrans lors d'une série de matchs se déroulant sur toute l'année. Le championnat voit le FC Ordino parvenir pour la première fois dans l'élite andorrans. Les huit clubs participant à la première phase de championnat sont confrontés à deux reprises aux sept autres en matchs aller-retour. Puis les quatre premiers s'affrontent dans une phase de play-off pour se disputer la victoire finale, et, les quatre derniers pour éviter la relégation.
Deux places du championnat sont qualificatives pour les compétitions européennes, la troisième place revenant au vainqueur de la Coupe de la Constitution 2013-2014.
C'est le FC Santa Coloma qui remporte la compétition cette saison après avoir terminé en tête de la poule pour le titre, avec trois points d'avance sur l'autre club de Santa Coloma, l'UE Santa Coloma, et quatre sur l'UE Sant Julià, vainqueur de la Coupe nationale. C'est le septième titre de champion d'Andorre de l'histoire du club.

## Qualifications en coupe d'Europe
À l'issue de la saison, le champion se qualifie pour le premier tour qualificatif de la Ligue des champions 2014-2015. Alors que le vainqueur de la Coupe de la Constitution prendra la première des deux places en premier tour qualificatif de la Ligue Europa 2014-2015, l'autre place reviendra au deuxième du championnat. Si le vainqueur de la coupe remporte également le championnat, la dernière place revient au finaliste de la coupe. Si le vainqueur de la coupe est vice-champion, la dernière place revient au troisième du championnat.

## Les huit clubs participants
Légende des couleurs
- 1er Tour de qualification de la Ligue des champions 2013-2014
- 1er Tour de qualification de la Ligue Europa 2013-2014
- Promu de Segona Divisió

| Club                  | Ville               |
| --------------------- | ------------------- |
| FC Encamp             | Encamp              |
| Inter Club d'Escaldes | Escaldes-Engordany  |
| FC Lusitanos          | Andorre-la-Vieille  |
| FC Ordino             | Ordino              |
| CE Principat          | Andorre-la-Vieille  |
| UE Sant Julià         | Sant Julià de Lòria |
| FC Santa Coloma       | Andorre-la-Vieille  |
| UE Santa Coloma       | Andorre-la-Vieille  |

En raison du peu de stades se trouvant sur le territoire d'Andorre, les matchs sont joués exclusivement à l'Estadi Comunal d'Aixovall d'une capacité de 1 800 places.

## Compétition

### Phase 1

#### Classement
Le classement est établi sur le barème de points classique (victoire à 3 points, match nul à 1, défaite à 0). Pour départager les égalités, on tient d'abord compte de la différence de buts générale, puis du nombre de buts marqués, puis des confrontations directes et enfin si la qualification ou la relégation est en jeu, les deux équipes jouent une rencontre d'appui sur terrain neutre.
| Rang | Équipe                | Pts | J  | G  | N | P  | Bp | Bc | Diff |
| ---- | --------------------- | --- | -- | -- | - | -- | -- | -- | ---- |
| 1    | FC Santa Coloma       | 32  | 14 | 10 | 2 | 2  | 41 | 7  | +34  |
| 2    | FC Lusitanos T        | 30  | 14 | 10 | 0 | 4  | 50 | 11 | +39  |
| 3    | UE Sant Julià         | 30  | 14 | 9  | 3 | 2  | 41 | 14 | +27  |
| 4    | UE Santa Coloma       | 29  | 14 | 9  | 2 | 3  | 35 | 17 | +18  |
| 5    | FC Ordino P           | 20  | 14 | 6  | 2 | 6  | 26 | 27 | -1   |
| 6    | FC Encamp             | 13  | 14 | 4  | 1 | 9  | 21 | 47 | -26  |
| 7    | Inter Club d'Escaldes | 7   | 14 | 2  | 1 | 11 | 11 | 41 | -30  |
| 8    | CE Principat          | 1   | 14 | 0  | 1 | 13 | 1  | 62 | -61  |

| Résultats (▼dom., ►ext.)                                   | ENC | ESC | LUS | ORD | PRI | UESJ | FCSC | UESC |
| FC Encamp                                                  |     | 3-2 | 1-6 | 0-1 | 0-0 | 1-2  | 0-7  | 2-3  |
| Escaldes                                                   | 2-4 |     | 0-4 | 1-5 | 1-0 | 0-6  | 0-3  | 0-4  |
| FC Lusitanos                                               | 8-0 | 4-0 |     | 1-2 | 6-0 | 3-2  | 3-1  | 5-0  |
| FC Ordino                                                  | 4-0 | 1-1 | 1-5 |     | 2-1 | 1-3  | 1-4  | 0-1  |
| CE Principat                                               | 0-5 | 0-3 | 0-5 | 0-5 |     | 0-4  | 0-4  | 0-5  |
| UE Sant Julià                                              | 6-0 | 2-0 | 1-0 | 3-3 | 7-0 |      | 0-2  | 2-1  |
| FC Santa Coloma                                            | 1-3 | 3-0 | 2-0 | 4-0 | 8-0 | 0-0  |      | 2-0  |
| UE Santa Coloma                                            | 5-2 | 2-1 | 1-0 | 3-0 | 7-0 | 3-3  | 0-0  |      |
| - Victoire à domicile - Match nul - Victoire à l'extérieur |     |     |     |     |     |      |      |      |

### Deuxième phase
Les classements sont basés sur le barème de points classique (victoire à 3 points, match nul à 1, défaite à 0). Pour départager les égalités, on tient d'abord compte de la différence de buts générale, puis du nombre de buts marqués, puis des confrontations directes et enfin si la qualification ou la relégation est en jeu, les deux équipes jouent une rencontre d'appui sur terrain neutre.
Tour des champions
| Rang | Équipe          | Pts | J  | G  | N | P | Bp | Bc | Diff |  | Résultats (▼ dom., ► ext.) | FSC | UESC | UESJ | LUS |
| ---- | --------------- | --- | -- | -- | - | - | -- | -- | ---- |  | -------------------------- | --- | ---- | ---- | --- |
| 1    | FC Santa Coloma | 42  | 20 | 13 | 3 | 4 | 50 | 12 | +38  |  | FC Santa Coloma            |     | 0-1  | 2-1  | 0-2 |
| 2    | UE Santa Coloma | 39  | 20 | 12 | 3 | 5 | 40 | 24 | +16  |  | UE Santa Coloma            | 0-4 |      | 1-0  | 2-1 |
| 3    | UE Sant JuliàC  | 38  | 20 | 11 | 5 | 4 | 46 | 19 | +27  |  | UE Sant JuliàC             | 0-0 | 1-0  |      | 1-1 |
| 4    | FC LusitanosT   | 35  | 20 | 11 | 2 | 7 | 57 | 20 | +37  |  | FC LusitanosT              | 1-3 | 1-1  | 1-2  |     |

Tour de relégation
| Rang | Équipe                | Pts | J  | G | N | P  | Bp | Bc | Diff |  | Résultats (▼ dom., ► ext.) | ORD | FCE | ESC | PRI |
| ---- | --------------------- | --- | -- | - | - | -- | -- | -- | ---- |  | -------------------------- | --- | --- | --- | --- |
| 5    | FC OrdinoP            | 32  | 20 | 9 | 5 | 6  | 41 | 34 | +7   |  | FC OrdinoP                 |     | 2-2 | 1-1 | 3-2 |
| 6    | FC Encamp             | 25  | 20 | 7 | 4 | 9  | 34 | 53 | -19  |  | FC Encamp                  | 1-1 |     | 3-0 | 0-2 |
| 7    | Inter Club d'Escaldes | 11  | 20 | 3 | 2 | 15 | 16 | 55 | -39  |  | Inter Club d'Escaldes      | 1-4 | 1-3 |     | 1-3 |
| 8    | CE Principat          | 5   | 20 | 1 | 2 | 17 | 8  | 75 | -67  |  | CE Principat               | 0-4 | 0-2 | 0-1 |     |

### Barrage
À la fin de la saison, l'avant dernier de Primera Divisió affrontera la deuxième meilleure équipe de Segona Divisió pour tenter de se maintenir.
| Équipe 1                   | Résultat | Équipe 2       | Aller | Retour |
| -------------------------- | -------- | -------------- | ----- | ------ |
| Inter Club d'Escaldes (D1) | 6 - 1    | (D2) CE Jenlai | 4 - 0 | 2 - 1  |

- Les deux clubs se maintiennent dans leur championnat respectif.

## Bilan de la saison
| Championnat d'Andorre de football 2013-2014 |                            |
| Champion                                    | FC Santa Coloma (7e titre) |
| Coupes et trophées                          |                            |
| Vainqueur de la Coupe d'Andorre 2013-2014   | UE Sant Julià              |
| Qualifications continentales                |                            |
| Ligue des champions 2014-2015               | FC Santa Coloma            |
| Ligue Europa 2014-2015                      | UE Santa Coloma            |
| Ligue Europa 2014-2015                      | UE Sant Julià              |
| Promotions et relégations                   |                            |
| Promus en Primera Divisio                   | UE Engordany               |
| Relégués en Segona Divisio                  | CE Principat               |